# Estádio Municipal de Akhisar
O Estádio Municipal de Akhisar (em turco, Akhisar Belediye Stadı), também denominado Spor Toto Akhisar Stadyumu por razões de direitos de nome, é um estádio multiuso recém-construído na cidade de Akhisar, na Turquia, com capacidade para receber até 12 139 espectadores. 
Inaugurado em 2018, é atualmente a casa onde o clube local Akhisarspor manda seus jogos oficiais por competições nacionais e continentais.

## Histórico
Historicamente, o futebol de Akhisar era disputado em um campo local situado na região central da cidade. Entretanto, com o passar do tempo, o sucesso experimentado pelo Akhisarspor no cenário nacional do futebol turco, passando a disputar a Süper Lig e a realizar boas campanhas pela Copa da Turquia, fez com que o referido espaço fosse considerado pequeno e de infraestrutura bastante defasada. Com isso, a Prefeitura de Akhisar decidiu firmar contrato com o Ministério da Habitação da Turquia para construir um novo e moderno estádio para a cidade.
Segundo o planejamento original, a ideia não se resumia apenas a construir um estádio de futebol para 12,000 espectadores cuja infraestrutura atendesse tanto aos requisitos da Federação Turca de Futebol quanto da UEFA, mas também envolvia a construção de uma quadra poliesportiva coberta com capacidade para acomodar até 2,000 espectadores. No subsolo do complexo esportivo, também estaria incluído no projeto a construção de um amplo estacionamento coberto com capacidade para abrigar até 580 veículos.

## Infraestrutura
Segundo o projeto original, a ideia não se resumia apenas a construir um estádio de futebol com capacidade superior a 12,000 espectadores cuja infraestrutura atendesse tanto aos requisitos da Federação Turca de Futebol quanto da UEFA, mas também envolvia a construção de uma quadra poliesportiva coberta com capacidade para acomodar até 2,000 espectadores. No subsolo do complexo esportivo, também estaria incluído no projeto a construção de um amplo estacionamento coberto com capacidade para abrigar até 580 veículos.
O conceito adotado pelo arquiteto Adnan Kazmaoğlu baseia-se numa cultura agrícola na qual a região de Akhisar é bastante conhecida no país: a da oliveira. O formato das folhas vistas em um ramo de oliveira são visíveis tanto na fachada externa cujo telhado é composto por vigas de aço quanto nos 4 grandes mastros onde foram colocados os refletores do estádio e no teto dos corredores internos de suas dependências. Vale destacar que o verde é também a cor do Akhisarspor, o que combina perfeitamente o simbolismo do novo estádio com a identidade da equipe. Curiosamente, esperava-se que o estádio e a quadra poliesportiva coberta fossem revestidos por uma ampla cobertura de vidro. No entanto, o estádio é envolvido por 20.000 m² de uma membrana feita de PVC.